# 劉蘭成
- 關於名为刘兰的其他人物，請見「刘兰」。
- 關於名为刘文郁的其他人物，請見「刘文郁」。
- 關於名为刘简的其他人物，請見「刘简」。

劉蘭（？—643年），《资治通鉴》作劉蘭成，字文郁，青州北海县（今山東省潍坊市）人。

## 生平
隋朝时担任鄱阳郡书佐。涉猎经史图籍，能言成败事。性情凶狡，见隋末天下将乱，各地交通不便利。当时北海郡富饶，刘兰羡慕，与强人勾结，攻破其家乡的城邑。武德年间，淮安王李神通为山东道安抚大使，刘兰率宗党前往归顺。以功累迁尚书员外郎。《资治通鉴》记载有所不同，说刘兰成中过明经，在綦公顺攻打北海郡的时候，帮助守护北海郡城。后来被宋书佐陷害，投靠綦公顺。用疑兵之计，帮助綦公顺攻下北海郡城。刘兰成安存老幼，礼遇郡官，待宋书佐之礼如旧。又帮助綦公顺击败海陵臧君相，随綦公顺投靠李密，李密失败，投靠唐朝李神通。
贞观二年（628年），梁师都还占据朔方，刘兰进言攻取方略。唐太宗赞同，命他为夏州都督府司马。当时，梁师都因突厥军至城下，刘兰偃旗卧鼓，不与其争锋，梁师都乘夜逃遁，刘兰追击攻破，遂进军夏州。梁师都平，突厥郁射设阿史那摸末率其部落入居河南。刘兰离间其部落，颉利可汗怀疑阿史那摸末，阿史那摸末害怕，颉利可汗遣兵追击，刘兰率众迎击，击败突厥。唐太宗以他有能力，以功改任丰州刺史，封平原郡公，征为右领军将军。贞观十一年（637年），唐太宗至洛阳，以蜀王李愔为夏州都督。李愔不到夏州就籓，以刘兰为长史，总领夏州都督府事。贞观十三年（639年），随侯君集、执失思力、牛进达参加对吐蕃的松州之战，这次战役，《资治通鉴》有的版本作劉簡。
贞观十七年（643年）正月，长社许绚解谶记，對劉兰說：“天下有长年者，咸言刘将军当为天下主。”刘兰子刘昭又说：“谶言海北出天子，吾家北海也。”当时鄠县县尉游文芝因罪下狱当死，告发其谋，刘兰以谋反腰斩。右骁卫大将军丘行恭挖出他的心肝吃了，唐太宗听说后而召丘行恭责备他：“典刑自有常科，何至于此！必若食逆者心肝而为忠孝，则刘兰之心为太子诸王所食，岂至卿邪？”丘行恭无言以答。

## 延伸阅读
[在维基数据编辑]
 《新唐書·卷094》，出自《新唐書》